# 短嘴鹬
，是鸻形目丘鹬科的一种鸟类。

## 特征
短嘴鹬体重约200.97克，翼长约173毫米，嘴峰长约29毫米，喙宽度约4.2毫米，喙厚度约5.6毫米，跗蹠长约30.9毫米，尾长约63毫米。短嘴鹬是候鸟，其栖息在开放的海滩、河口等沿海水域，食性为肉食性，主要食物来源是水生动物。

## 分布
在阿拉斯加和育空地区繁殖；越冬于麦哲伦海峡。